# 마데이라 케이크

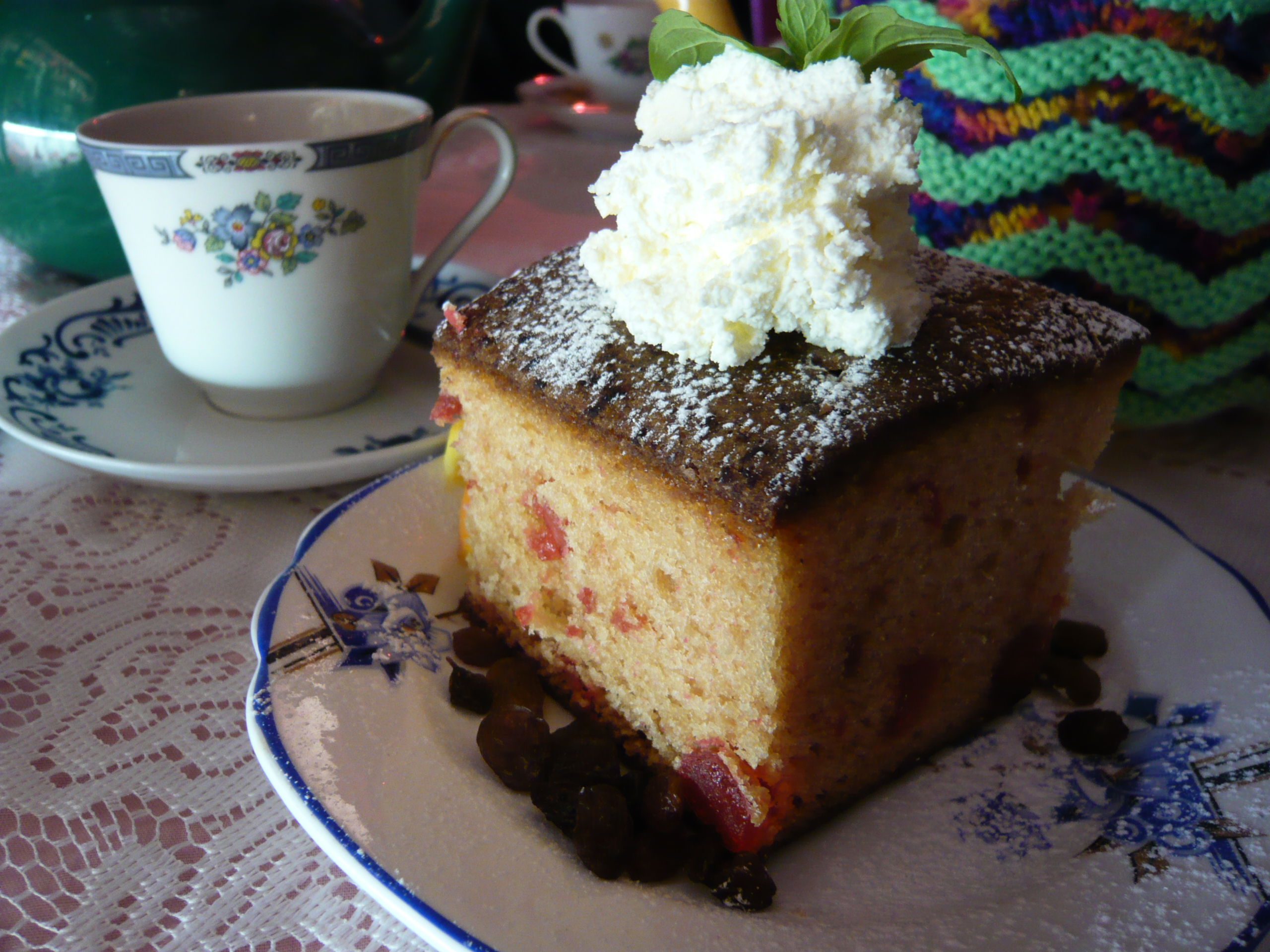

마데이라 케이크(Madeira cake)는 전통적인 영국 및 아일랜드 요리의 스펀지 케이크 또는 버터 케이크이다.

## 기원
마데이라 제도에서 유래한 것으로 잘못 생각되는 경우가 있지만 실제로는 1800년대 중반 영국에서 인기가 있었고 케이크와 함께 제공되었던 섬의 마데이라 포도주의 이름을 따서 명명되었다. 마데이라 사람들은 볼로 드 멜(bolo de mel), 어둡고 매콤하며 꿀 맛이 나는 전통 케이크를 생산하며 이는 매우 다르다.